# 파주 파산서원
파산서원(坡山書院)은 대한민국 경기도 파주시 파평면에 있는 서원이다. 1983년 9월 19일 경기도의 문화재자료 제10호로 지정되었다.
조선중기 문신이며 학자인 성수침(成守琛), 성수종(成守琮), 성혼(成渾), 백인걸(白仁傑)의 위패를 봉안하고 유생을양성하던 곳이다.

## 연혁
본 서원은 1568년(선조 1)에 이이·백인걸 등 파주 지역 유생들의 노력으로 창건되었다. 우리나라 최초의 서원인 백운동서원이 1543년에 건립되었는데 25년 후에 파산서원이 상당히 빠른 시기에 건립되었음을 알 수 있다.일찍이 서원이 건립되었음에도 사액은 상대적으로 늦게 이루어졌다. 그것은 성수침의 아들인 성혼이 서인(西人)으로서 동인(東人)의 미움을 받았기 때문으로 보이며, 1650년(효종 1) 파주 유생 백홍우(白弘祐)의 상소를 계기로 바로 사액되었다.
1628년(인조 6)에 성혼을 추가 배향하고, 1683년(숙종 9)에 백인걸의 위패를 자운서원에서 옮겨왔다. 1740년(영조 16)에는 성수종을 추가 배향하였다가 이듬해 영조의 서원 철폐정책에 따라 곧바로 출향되었고, 1785년(정조 9)에 파주 유학 조중길(趙重吉) 등의 상소로 다시 배향되었다. 그 후 1871년 대원군의 서원철폐령 때에도 훼철되지 않고 존속하였다.
서원 건물은 임진왜란 때 불타 없어진 것을 1611년(광해군 3)에 복구하였다. 한국전쟁 때 다시 소실된 후 1966년 현재의 사당 건물만 복원되었다.

## 배치 및 건물
서원은 경사가 심한 파산(坡山)을 배경으로 하고 앞으로는 우계(牛溪)가 흐르는 전형적인 배산임수 지역에 건립되었다. 경내건물로는 사당과 삼문 등 배향공간만 존재하는 단조로운 형태이고, 서원 앞으로 홍살문이 있으며, 서원의 왼쪽에 재실(齋室)이 있다.
사당은 전면 3칸으로 매우 소박하게 지어졌으며 내부에는 성수침을 주벽에 안치하고 좌우에 성수종·백인걸·성혼을 배향하였다. 재실에는 ‘찰륜당(察倫堂)’이라는 현판이 걸려있다.

### 경현단
재실 옆에 인접해 있는 경현단(景賢壇 : 경기도 파주시 파평면)은 1807년(순조 7)에 지역유림들이 조감(趙堪), 성문준(成文濬), 신민일(申敏一) 등 3인의 덕행을 기리기 위해 제단을 만들고 제향을 받은 곳이다. 경현단에는 세 분의 단비가 있으며, 단의 내부에는 오른쪽부터 조감(趙堪), 성문준(成文濬), 신민일(申敏一)의 호를 새긴 비석이 서있다. 각각 옥천 조선생(玉川 趙先生), 창랑 성선생(滄浪 成先生), 화당 신선생(化堂 申先生)이라고 쓰여진 비석이 서있다. 현재 건물은 1977년에 다시 건립되었다.

## 같이 보기
- 성혼
- 성수침
- 성수종
- 백인걸

## 참고 자료
- 파주 파산서원 - 국가유산청 국가유산포털